# Jag är nu på väg till himlen (musikalbum)
Jag är nu på väg till himlen är en EP med Curt & Roland med andliga sånger, som spelades in 1967 på Roger Arnoffs Lydstudio i Oslo.

## Sånglista
Sida A
1. Jag är nu på väg till himlen
2. Giv honom allt

Sida B
1. Underbara land
2. Varför ängslas du?